# Каул
Каул (англ. cawl) — валлийское блюдо, суп или стью. В современном валлийском языке это слово используется для обозначения любого супа или бульона; на английском языке оно относится к традиционному валлийскому супу, который на валлийском языке обычно называется cawl cymreig. Исторически сложилось так, что ингредиенты, как правило, менялись, но наиболее распространёнными из них были баранина или говядина с луком-пореем, картофелем, брюквой, морковью и другими сезонными овощами. Каул признан национальным блюдом Уэльса.

## История
Благодаря рецептам, датируемым XIV веком, каул считается национальным блюдом Уэльса. Каул традиционно ели в зимние месяцы на юго-западе Уэльса. Сегодня это слово часто используется для обозначения блюда, содержащего баранину и лук-порей, из-за их связи с валлийской культурой, но ранее его готовили либо с солёным беконом, либо с говядиной, а также с брюквой, морковью и другими сезонными овощами. С появлением картофеля в валлийской кухне во второй половине XVIII века, он также стал основным ингредиентом рецепта.
Мясо в блюде обычно нарезали на куски среднего размера и варили с овощами в воде. Бульон загущали либо овсянкой, либо мукой, а затем подавали без мяса и овощей в качестве первого блюда. Овощи и кусочки мяса затем подавались как второе блюдо. Каул, подаваемый как одно блюдо, сегодня является самым популярным способом подачи еды, который похож на его аналог лобсгоус (lobsgows) в северном Уэльсе. Лобсгоус отличается тем, что мясо и овощи были нарезаны более мелкими кусочками, а бульон не загущён.
Cawl cennin или leek cawl (луковый суп) можно приготовить без мяса, но с использованием мясного бульона. В некоторых регионах каул часто подают с хлебом и сыром, которые сервируют отдельно на тарелке. Блюдо традиционно готовили в железной кастрюле или котле на огне и ели деревянными ложками.

## Этимология
Слово cawl на валлийском языке впервые упоминается в XIV веке и, как считается, происходит от латинского caulis, что означает стебель растения, стебель капусты или кочан капусты. Альтернативное версия состоит в том, что оно происходит от латинского calidus, что означает «тёплый», от испанского caldo, «бульон» или «соус».